# ستينا فيرسين
ستينا فيرسين هيدينجرين (بالسويدية: Stina Wirsén Hedengren) ، مؤلفة ورسّامة سويدية، من مواليد 1968 في إلفاسوي، إحدى ضواحي ستوكهولم، السويد. ستينا، والتي كانت قد درست في كونستفاخ في ستوكهولم 1985-1992، عملت كرسّامة في صحيفة داغنز نيهيتر في الفترة بين 1990-2010. خلال هذه الفترة كانت رئيسة قسم رسومات الصحيفة. بعد عام 2010 عملت كرسّامة مستقلة وكاتبة. وعلى مر السنين تلقت العديد من الجوائز عن رسوماتها. عملت على وضع رسومات لكتب ABC للأطفال. وهي متزوجة من مصمم الرسوم السويدي والمدير الفني بومبي هيدنغرن.

## أعمال مختارة
- منذ عام 2000، أقامت ستينا فيرسين محاضرات وورش عمل دولية. حيث انصب التركيز نحو الأطفال الذين تتراوح أعمارهم بين 2-6 سنوات. كانت تعمل مع الأطفال في كل من أبو ظبي وطوكيو وبولونيا وأوميا وستوكهولم وما إلى ذلك.
- مدينة أهلينز - وهو عمل يبلغ عرضه 25 مترًا ومرسوما باليد في قسم التجميل في المتجر الرئيسي بوسط ستوكهولم. تم الرسم مباشرة على البلاط السويدي المصنوع يدويًا في مصنع البلاط في اسكيرسوند.
- طوابع لمكتب البريد السويدي - سلسلة من 8 طوابع تصور إبداعات مصممي أزياء سويديين مختلفين.
- حقوق الإنسان بالأمم المتحدة - سلسلة من الرسوم التوضيحية لحقوق الإنسان بالأمم المتحدة تم نشرها في 14 مليون نسخة من دليل الهاتف السويدي. عُرضت السلسلة أيضًا في مقر الأمم المتحدة في نيويورك خلال الذكرى الخمسين لحقوق الإنسان.
- أنقذوا الأطفال، السويد - الرسوم التوضيحية للمقالات في مجلتها الفصلية BARN (الأطفال)
- رسم توضيحي "doodle" من Google حول تنوع السمات المنشورة / المطبقة على صفحة جوجل الأولى في جميع أنحاء العالم في اليوم الوطني السويدي 2015.

## معارض مختارة
- متحف Sven-Harrys konstmuseum 2014 - في مطلع هذه الألفية، كان هناك تقدم هائل في مشهد الأزياء السويدي. يصور معرض "Svenskt Mode: 2000 - 2015" في متحف Sven-Harrys Konstmuseum في ستوكهولم التغيير السريع والجمالي والمفاهيمي خلال هذه الفترة الحافلة بالأحداث مع مجموعة كبيرة من الملابس الرئيسية من مصممي الأزياء السويدية ورسومات الأزياء من Stina Wirsén و Liselotte واتكنز.
- Bror Hjorts Hus 2013 - معرض منفرد مع التركيز الرئيسي على الرسوم التوضيحية من كتب الأطفال، بالأضافة إلى العديد من الرسوم التوضيحية للأزياء والصورة.
- Svenska Ambassaden i Tokyo 2012 - معرض تصميم سويدي كبير خلال أسبوع تصميم طوكيو. وهو ناتج عم تعاون بين المعهد السويدي، ملتقى سفينسك والسفارة السويدية في طوكيو.
- المتحف الوطني 2010 - معرض "Handgjort" (صناعة يدوية). معرض يركز على الخطوط المرسوم باليد. حيث توزعت الرسوم التوضيحية الخاصة بـ Stina Wirsén من مجموعة Galley's السويدية الوطنية الخاصة، على سبيل المثال أعمال رافائيل، وأنجليكا كوفمان، وجون باور، وأنطوان واتو، وماتياس غرينوالد.
- Konstnärshuset 2009 - معرض منفرد للرسوم تظهر الحياة في بار ومطعم ستوكهولم.
- Dunkers Kulturhus 2015 - كتاب مصور ورسومات أزياء تتعلق بمعرض فردي لمصمم الأزياء السويدي Bea Szenfeld .

## كتب مختارة
(المؤلف ستينا فيرسين ما لم ينص على خلاف ذلك)
- Jag har fått en klocka! 1991
- ساكبوكين 1995
- ديوربوكين 1995
- Liten och store 1995
- Tussas Kalas 1996 (المؤلف Martin Vårdstedt and Anna Hörling)
- Siffror och Nuffror 1997 (المؤلف آنا هيرلينغ)
- Hedvig! (المؤلف فريدا نيلسون)
- هيدفيج أوتش سومارين ميد ستيكن (المؤلف فريدا نيلسون)
- Hedvig och Hardemos prinsessa (مؤلفة فريدا نيلسون)
- Hallå därinne! 2010 (المؤلف أولف ستارك)
- En stjärna vid namn Ajax (مؤلف Ulf Stark)
- Systern från havet (المؤلف أولف ستارك)
- Full cirkus på Sockerbullen 2012 (بالاشتراك مع كارين ورسين)
- جاج 2012
- Liten - كتاب عن ضعف الأطفال ومسؤولية الكبار. بتكليف من الهيئة السويدية لتعويض ضحايا الجريمة ودعمها (Brottsoffermyndigheten) 2015

### سلسلة كتب الأطفال - Rut och Knut
(المؤلف كارين فيرسين)
- Rut och Knut lagar mat
- Rut och Knut ställer ut
- Rut och Knut gräver ut
- Rut och Knut klär ut sig
- Rut och Knut börjar träna
- Rut och Knut och lilla Tjut
- ABC med Rut och Knut
- Lilla ABC med Rut och Knut
- Supershow med Rut och Knut

### سلسلة كتاب للأطفال - Vem؟
- Vems byxor? 2005
- Vem är arg? 2005
- Vem bestämmer? 2006
- Vem blöder? 2006
- Vems mormor? 2007
- Vem är ensam? 2007
- Vem är söt? 2008
- Vem är borta? 2008
- Vem är bäst? 2009
- Vem sover inte? 2009
- Vem är död? 2010
- Vems kompis? 2010
- Vems bebis? 2011
- Vem städar inte? 2011
- Vem kommer nu? 2012
- Vem är sjuk? 2012
- Vem är var? 2012
- Vems hus? 2015
- Vem är stor? 2016
- Vems syskon? 2016

تم تحويل كتب "Vem؟" إلى سلسلة رسوم متحركة في عام 2010 ويتم بثها بانتظام على التلفزيون السويدي.

### سلسلة كتب الأطفال - Brokiga
- En liten skär och många små brokiga (author Carin Wirsén)
- Dela! 2013
- Titta! 2014
- Bygga! 2014
- Nej! 2015
- Rita! 2015
- En liten skär och alla bråkiga brokiga (author Carin Wirsén, Anna Hörling and Stina Wirsén)

## جوائز مختارة
- جمعية تصميم الصحف 1997
- جمعية الرسامين الاسكندنافيين 2001
- Stockholms Stad s Kulturpris
- Nordiska Tecknares Pris - Guld، Silver
- جائزة التميز من جمعية تصميم الصحف
- Elsa Beskow-plaketten 2000 لـ "Rut och Knut ställer ut"
- تعرب عن برنامج Heffaklump 2007 لـ "Supershow med Rut och Knut"
- كولا! سفنسكا تيكناريس بريس

## روابط خارجية
- موقع Stina Wirsén
- موقع Brokiga
- موقع Brokiga الياباني نسخة محفوظة 9 يناير 2016 على موقع واي باك مشين.